# Ukrainische Volkspartei

Parteibanner

Die Ukrainische Volkspartei (Ukrajinska Narodna Partija, kurz UNP) ist eine kleinere konservative Partei in der Ukraine, die am Bündnis Unsere Ukraine beteiligt war. Nicht zu verwechseln ist sie mit der zentristischen Volkspartei.

## Geschichte
Die UNP wurde 1999 als Ukrainische Nationalbewegung gegründet und benannte sich 2002 um, um eine Verwechslung mit der Volksbewegung der Ukraine zu vermeiden, von der sie sich ursprünglich abgespalten hatte. Sie trat, nachdem sie vorher Jahre im Parlament vertreten war, bei der Ukrainischen Parlamentswahl 2006 erfolglos an. Sie scheiterte dabei an der Ukrainischen Drei-Prozent-Hürde. Infolgedessen war sie davon bedroht, in die Bedeutungslosigkeit abzurutschen. Sie schloss sich deshalb für die Folgewahlen 2007 dem Bündnis Unsere Ukraine unter der Führung des Präsidenten Wiktor Juschtschenko an. Über dieses war sie seitdem im Parlament wieder vertreten. Von dessen eigener Partei lehnte sie zunächst eine Aufforderung zur Gründung einer gemeinsamen große Mitte-rechts-Partei in der Ukraine ab. Sie galt aber als verlässliches Mitglied des Bündnisses, da bei einem Austritt ihr Wiedereinzug ins Ukrainische Parlament massiv gefährdet ist. Bei der Parlamentswahl in der Ukraine 2014 gewann die Partei keinen einzigen Sitz.

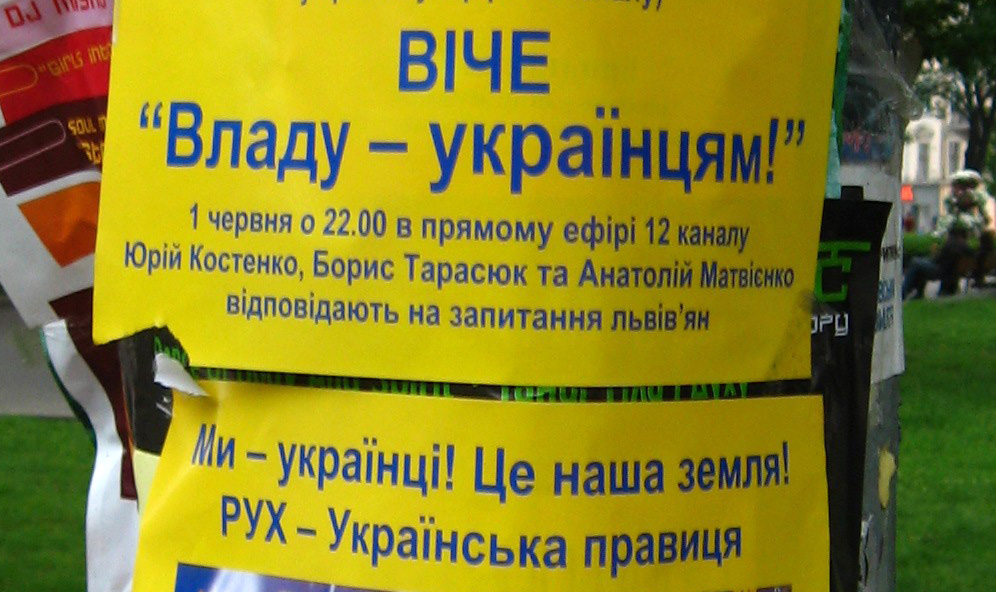
Parteiposter: "Die Macht den Ukrainern! Wir sind Ukrainer! Das ist unser Land!"

## Politische Ausrichtung
Die Partei hat eine demokratisch-konservative Grundausrichtung. Sie unterstützt die Bemühungen um die Aufnahme der Ukraine in die EU und NATO und steht auch allgemein für eine stärkere Westausrichtung des Landes.

## Bedeutende Persönlichkeiten
- Jurij Kostenko – Vorsitzender